# Bouine-Zahra
Cet article concerne la ville de Bouine-Zahra. Pour la région administrative, voir préfecture de Bouine-Zahra.
Bouine-Zahra (en persan : بوئین‌زهرا / Bu'in-Zahrâ, également romanisé Bū’īn Zahrā, aussi appelée Buin (persan : بوئين), Bū’īn ou Būyīn) est la ville principale de la préfecture de Buin Zahra, dans la province de Qazvin en Iran. Au recensement de 2006, elle comptait 15 858 habitants pour 4 250 familles.